# Taufkirchen an der Pram
Taufkirchen an der Pram är en ort och kommun i Österrike. Den ligger i distriktet Schärding i förbundslandet Oberösterreich, 210 kilometer väster om huvudstaden Wien.
Kommunen består av 38 orter (Ortschaften) (inom parentes invånarantal 1 januari 2024):

- Aichberg (15)
- Aichedt (29)
- Bachschwölln (190)
- Baumgarten (6)
- Berg (6)
- Berndobl (32)
- Brauchsdorf (46)
- Brunedt (12)
- Eggenberg (21)
- Feicht (7)
- Furth (64)
- Furth-Pfaffing (4)
- Gadern (194)
- Gmeinau (76)
- Haberedt (39)
- Holzing (100)
- Höbmannsbach (66)
- Höbmannsdorf (22)
- Igling (32)
- Jechtenham (77)
- Kalchgrub (0)
- Kapelln (89)
- Kleinwaging (10)
- Laufenbach (182)
- Leoprechting (153)
- Maad (55)
- Oberpramau (28)
- Pfaffingdorf (9)
- Pram (25)
- Schratzberg (19)
- Schwendt (136)
- Sonndorf (2)
- Taufkirchen an der Pram (820)
- Unterpramau (24)
- Wagholming (18)
- Wimm (136)
- Windten (72)
- Wolfsedt (131)